# Juda Leo Landau
Juda Leo Landau, hebr. יהודה ליב לנדא (ur. 23 kwietnia 1866 w Załoźcach, zm. 26 sierpnia 1942 w Johannesburgu) – rabin, pisarz, poeta.

## Życiorys
Pochodził ze Lwowa, był wychowywany w języku polskim. Miał brata Fryderyka, który został lekarzem.
Do 20 roku życia studiował wyłącznie hebrajszczyznę i talmud. Następnie zdał egzamin dojrzałości w Brodach, po czym kształcił się w Berlinie, gdzie ukończył seminarium teologii żydowskiej i filozofię. Uzyskał stopień doktora. Był rabinem w Lerchenfeld. Od 1900 działał jako rabin w Kongregacji North Manchester w Anglii, a od 1903 w Nowej Hebrajskiej Kongregacji tamże. W 1906 został powołany na stanowisko grand rabina w Johannesburgu. Kierował katedrą hebraistyki na tamtejszym Uniwersytecie Witwatersrand. Od 1915 do śmierci w 1942 był naczelnym rabinem Południowej Afryki.